# Jack Lawrence (bassista)
"Little" Jack Lawrence (Kentucky, 18 dicembre 1976) è un bassista statunitense.

## Biografia

### Carriera
Lawrence suona il basso nei Raconteurs, Greenhornes, Dead Weather e l'autoharp ed il banjo nei Blanche. Ha anche suonato sia il basso che la chitarra baritona in "Another Way To Die", canzone del film di James Bond Quantum of Solace.
Il 22 maggio 2009 Lawrence sposa la fotografa Jo McCaugheyat a Nashville, nella casa di Jack White, suo amico e collega, in una doppia cerimonia con Meg White e suo marito.
Recentemente, Lawrence ha partecipato alla colonna sonora del film di Spike Jonze Nel paese delle creature selvagge. Prende parte dunque al gruppo Karen O and the Kids, istituito apposta da Karen O per comporre la colonna sonora.

## Discografia
- 1999 The Greenhornes - Gun For You
- 2001 The Greenhornes - The Greenhornes
- 2002 The Greenhornes - Dual Mono
- 2004 Loretta Lynn - Van Lear Rose
- 2005 The Greenhornes - East Grand Blues EP
- 2005 The Greenhornes - Sewed Soles
- 2004 Blanche - America's Newest Hitmakers
- 2006 The Raconteurs - Broken Boy Soldiers
- 2008 The Raconteurs - Consolers of the Lonely
- 2009 The Dead Weather - Horehound
- 2009 Karen O & The Kids - Where the Wild Things Are
- 2010 The Dead Weather - Sea of Cowards